# 李運成
李運成（1909年8月1日—1987年12月20日），字樹功，中華民國陸軍二級上將，湖南省湘陰縣高家坊人，歷經對日抗戰、遼瀋戰役、古寧頭戰役、摩天嶺之役，曾任總統府戰略顧問、參謀總長特別行政助理官、陸軍副總司令、陸軍澎防部司令、憲兵司令、陸軍一軍團副司令。1926年10月南京中央陸軍軍官學校第6期（併入黃埔軍校第6期）、台灣國防研究院第8期畢業。

## 軍職簡歷
歷任排長、連長、陸軍第25師150團少校團附營長及中校副團長、衡耒師管區補充團上校團長、第15集團軍副官處上校處長、陸軍第52軍輜重團上校團長、陸軍第2師第4團上校團長、陸軍第2師上校副師長、陸軍第195師上校師長、第52軍轄下第25師少將師長、陸軍第52軍少將副軍長、第5軍中將軍長兼金防部副司令、陸軍第52軍軍官戰鬥團中將團長、第1軍團中將副司令、1963年7月至1965年3月憲兵司令部上將司令、澎防部上將司令、陸軍總司令部上將副總司令、國防部參謀本部參謀總長陸軍二級上將特別行政助理官，總統府戰略顧問等職。歷經抗戰、戡亂、遼瀋戰役，古寧頭戰役等諸戰役。在攻略摩天嶺之役戰功卓著。

## 勳章
奉頒有九星寶星、弼亮甲、陸光甲、陸海空軍甲二、忠勤、忠勇、五等寶鼎、四等雲麾、三等雲麾等勳獎章二十餘座。

## 家族
- 獨子 李啟聖(上校軍階退休)
- 孫女 李文儀

## 參閱
- 中華民國上將列表
- 黄静汶

## 外部連結
- 李运成 （国民革命军二级陆军上将） （页面存档备份，存于）
- 南京中央陸軍軍官學校 （页面存档备份，存于）
- 高家坊 （页面存档备份，存于）